# Nothing (canção de The Script)
"Nothing" é uma música da banda irlandesa de rock alternativo The Script. A música foi lançada em 19 de Novembro de 2010 como o segundo single do segundo álbum de estúdio da banda, Science & Faith . Foi escrita e produzida por Danny O'Donoghue, Steve Kipner e Andrew Frampton. A música alcançou a posição de número #15 na Irlanda, #32 nos EUA e #42 no Reino Unido.

## Tema
A música é cantada a partir do ponto de vista de um homem que se embebeda após terminar com a sua namorada. Incapaz de aceitar que tudo acabou, ele liga para ela e conta seus sentimentos, mas ela não lhe dá nenhuma resposta, daí o título "Nothing". A banda afirmou que Danny foi a inspiração para a música.

## Videoclipe
O videoclipe foi dirigido por Charles Mehling. São mostrados Danny e seus companheiros de banda bebendo em um bar. Danny fica bêbado e sai do bar, cantando sobre como ele ainda está apaixonado por ela. Ele, então, pula no Camden Lock e começa a ter alucinações de que a garota que ele ama está nadando com ele. Ele quase se afoga, mas é resgatado pela polícia, onde o vídeo da música termina.

## Composição e Produção
- Composição – Danny O'Donoghue, Mark Sheehan, Steve Kipner, Andrew Frampton
- Produção – Mark Sheehan, Danny O'Donoghue, Andrew Frampton, Steve Kipner
- Bateria, guitarra, teclado e vocais – The Script
- Produção, teclado e guitarra adicionais – Andrew Frampton
- Baixo – Ben Sargeant

## Desempenho comercial
| Paradas musicais                              | Melhor colocação |
| --------------------------------------------- | ---------------- |
| Austrália (ARIA)                              | 50               |
| Bélgica (Ultratip Bubbling Under de Flandres) | 26               |
| Bélgica (Ultratip Bubbling Under da Valônia)  | 25               |
| Canadá (Canadian Hot 100)                     | 80               |
| Hungria (Rádiós Top 40)                       | 25               |
| Irlanda (IRMA)                                | 15               |
| Países Baixos (Dutch Top 40)                  | 12               |
| Nova Zelândia (Recorded Music NZ)             | 32               |
| Reino Unido (The Official Charts Company)     | 42               |
| Estados Unidos (Billboard Hot 100             | 32               |
| Estados Unidos (Billboard Pop Songs)          | 19               |
| Estados Unidos (Billboard Adult Pop Songs)    | 3                |
| Estados Unidos (Billboard Adult Contemporary) | 13               |

### Certificações
| País           | Certificação |
| -------------- | ------------ |
| Austrália      | Ouro         |
| Estados Unidos | Ouro         |